# ناثان دارو
ناثان دارو (بالإنجليزية: Nathan Darrow)‏ هو ممثل أمريكي، ولد في 21 يونيو 1976 في كانساس سيتي في الولايات المتحدة.

## أعمال

### مسلسلات
- الواعظ
- بيت البطاقات

## وصلات خارجية
- ناثان دارو على موقع IMDb (الإنجليزية)
- ناثان دارو على موقع ألو سيني (الفرنسية)
- ناثان دارو على موقع قاعدة بيانات الفيلم (الإنجليزية)
- ناثان دارو على موقع كينوبويسك (الروسية)